# Гунел Линде
Гунел Линде (на шведски: Gunnel Linde) е шведска журналистка, сценаристка и писателка, авторка на произведения в жанра детска литература.

## Биография и творчество
Гунел Линде е родена на 14 октомври 1924 г. в Стокхолм, Швеция, в семейството на книжаря Гунар ван Гийдерстам и Лив Нордънстрьом. Учи реклама в Университетския колеж по изкуствата, занаятите и дизайна при Андерс Бекман, и в Анингтън Колидж в Англия.
След дипломирането си, през 1945 г. става журналист и карикатурист в „Катринхолмс Курирен“, после през 1947 г. в „Östgöten“, а през 1947 г. в „Helsingborgs Dagblad“. В периода 1947-1949 г. е говорител в шведското радио, а в периода 1957-1963 г. е радиопродуцент. В периода 1964-1989 г. е телевизионен продуцент.
През 1949 г. се омъжва за Ейнар Линд, телевизионен продуцент и фотограф. Имат три дъщери.
Първото ѝ произведение „Osynliga klubben och hönshusbåten“ е публикувано през 1958 г.
Автор е на множество произведения за деца и юноши, като голяма част от тях са екранизирани.
За творчеството си е удостоена с авторитетни награди – наградата „Нилс Холгерсон“ през 1965 г., наградата „Астрид Линдгрен“ през 1978 г., наградата „Природа и култура“ през 1979 г., наградата на Шведския библиотечен съюз за най-добра детска книга, „LesePeter“ през 2006 г., и др.
Член е на Шведската академия за детски книги. През 1971 г. е съосновател на нестопанската организация за защита на правата на децата „BRIS“.
Гунел Линде умира на 12 юни 2014 г. в Стокхолм.

## Произведения
- Osynliga klubben och hönshusbåten (1958)
- Lurituri (1959)
- Tacka vet jag Skorstensgränd (1959)
- Osynliga klubben och Kungliga spöket (1960)
- Lurituri reser bort (1961)
- Till äventyrs i Skorstensgränd (1962)
- Fröken Ensam Hemma åker gungstol (1963)
- Den vita stenen (1964)
- Med Lill-Klas i kappsäcken (1965)
- Den olydiga ballongen Återutgiven 2012 av Svenska barnboksinstitutet (1966)
- Eva-sjams land (1967)
- Eva-sjam och Nalle (1968)
- Eva-sjam och Lua (1968)
- Pellepennan och Suddagumman (1968)
- Löjliga familjerna (1971)
Смешни семейства, изд.: „Отечество“, София (1993), прев. Антоанета Приматарова-Милчева
- Jag är en varulvsunge (1972)
- Mamm – och pappsagor (1976)
- Om livet är dig kärt (1977)
- Dingo – rymmare utan fasttagare (1981)
- Telefonen i underjorden (1983)
- Skräcknatten i Fasenbo (1985)
- Rädda Joppe – död eller levande (1985)
- Gå på vattnet (1987)
- TV-tämjarna (1987)
- Pellepennan och Suddagumman som ordbehandlare (1989)
- Charlie Karlsson och hans barnvakter (1990)
- En som har tur (1993)
- När mormor var mamma (1993)
- När mamma var mamma (1993)
- När jag var mamma (1993)
- Du har inte en chans – ta den! (1995)
- Hålla handen (1996)

### Сценарии
- 1965 Pellepennan och Suddagumman
- 1966 I lapparnas land – ТВ сериал
- 1966 Tacka vet jag skorstensgränd
- 1969 Jackanory – ТВ сериал, 5 епизода по книгите
- 1973 Den vita stenen – ТВ сериал, 13 епизода по книгите
- 1974 Upp med händerna – ТВ минисериал
- 1976 Vi samlar på såna
- 1983 Med Lill-Klas i kappsäcken – ТВ филм, по романа
- 1985 Rädda Joppe – död eller levande – ТВ сериал
- 1988 Lita på det oväntade – ТВ филм, по романа